# 瑶山荚蒾
瑶山荚蒾（学名：Viburnum squamulosum）为五福花科荚蒾属的植物，是中国的特有植物。分布在中国大陆的广西等地，一般生于密林中，目前尚未由人工引种栽培。

## 别名
细鳞荚蒾